# トンガ

トンガ王国
Puleʻanga Fakatuʻi ʻo Tonga（トンガ語）
Kingdom of Tonga（英語）

国の標語：Ko e Otua mo Tonga ko hoku tofi'a
（トンガ語：神とトンガは私の遺産）
国歌：Ko e fasi ʻo e tuʻi ʻo e ʻOtu Tonga（トンガ語）
トンガ諸島の王の歌

トンガ王国（トンガおうこく、トンガ語: Puleʻanga Fakatuʻi ʻo Tonga）、通称トンガは、南太平洋のポリネシアに位置する立憲君主制国家。首都はトンガタプ島に位置するヌクアロファである。
トンガは171の島からなる群島国家であり、そのうち45が居住地（有人島）である。いずれも小島であり、合計面積は約720平方キロメートルで日本の対馬と同程度。2021年時点、トンガの人口は104,494人で、その70 %が本島のトンガタプ島に居住している。トンガ領の島々は南北に約800 kmにわたり広がっている。北西にフィジーとフランス領ウォリス・フツナ、北東にサモア、西にフランス領ニューカレドニアとバヌアツ、東にニウエ（最も近い外国領）、南西にニュージーランド領ケルマディック諸島に囲まれた国である。トンガはニュージーランド本土の北島から約1,800 km離れている。
約2,500年前にラピタ族が最初に居住し、ポリネシア系住民が徐々にトンガ人としての明確で強力な民族的アイデンティティ、言語、文化を発展させた。彼らはいち早く南太平洋に強力な足場を築き、このトンガの拡張主義と植民地化の時代はトゥイ・トンガ帝国として知られた。トンガの初代国王であるアホエイトゥ（ʻAhoʻeitu）の統治により、トンガは地域の大国へと成長した。西はソロモン諸島の一部、ニューカレドニアとフィジー全域、東はサモアとニウエ、さらには現代のフランス領ポリネシアの一部まで、南太平洋の国家としては未曽有の広さを征服、支配したタラソクラシーであった。トゥイ・トンガは太平洋における経済的、民族的、文化的覇権で有名になり、それは13世紀のサモア革命や1616年のヨーロッパ人による島々の外部発見後も強力なままであった。
1900年から1970年まで、トンガはイギリスの保護国であった。イギリスは友好条約に基づきトンガの外交を担当したが、トンガはいかなる外国勢力にも国家主権を放棄しなかった。立法改革が最初の部分的代表選挙への道を開いた後の2010年、トンガは伝統的な絶対王政から脱却し完全な立憲君主制へと移行するための決定的な一歩を踏み出した。

## 国名
正式国名である Puleʻanga Fakatuʻi ʻo Tonga は、トンガ語で「南」の意味。
公式の英語表記は Kingdom of Tonga、通称 Tonga。
日本語表記はトンガ王国、通称トンガ。
漢字表記は「湯加」。

## 歴史
考古学的な証拠から、トンガへの最初の植民者はサンタクルーズ諸島から船で来たことが分かっている。紀元前4000年ごろから、元々東南アジアにいたオーストロネシア語を話す人々の祖先（ラピタ人）がポリネシアへ移住してきたが、トンガへの植民はこの動きの一部である。トンガは考古学的な年代推定から、紀元前800 - 750年前の独特のラピタ式土器が出土しているため、ポリネシアで一番古い遺跡として認められている。ラピタ人たちは、1000年にわたって、現在はトンガ、サモア、フィジーとして知られている島々で生活し、航海し、戦争や異なった種族間の結婚を行なっていた。その後、より多くの探検者たちが東へ出発してマルキーズ諸島やタヒチ、最終的には南太平洋の他の島々を発見した。このことにより、人類学者たちはトンガ、サモアとフィジーをポリネシアの文化と文明の発祥地と評する。

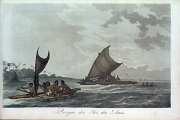
トンガの航海カヌー

12世紀までに、トンガ人とトンガの大酋長、すなわちTu'i Tonga（神聖王）はニウエからティコピア島まで、南太平洋各島に知れ渡っていた。このことから、ただちにトンガ帝国と言及する歴史家もいる。もっと良い言い方としては、相互にやりとりを行う、航海者、首長、冒険者のネットワークというのが妥当であろう。15世紀と17世紀には、内戦が勃発した。オランダ人の探検家ウィレム・スホーテン（Willem Schouten）とヤコブ・ルメール（Jacob Le Maire）が1616年にヨーロッパ人として初めてトンガに到着したのは、このような時期であった。他のヨーロッパ人の来航としては、最も重要なイギリス海軍のジェームズ・クックの到来（1773年、1774年、1777年）、また最初のイギリス政府使節の来訪（1797年）、キリスト教メソジストのWalter Lawreyの来訪（1822年）が挙げられる。ジェームズ・クックの来航は、トンガがイギリス帝国（大英帝国）の一部に組み入れられる過程への決定的な第一歩となった。
トンガは、若き戦士、戦略家、雄弁家であり「トゥイ・カノクポル（Tu'i Kanokupolu）」という「首長」の称号を持つ家系の子孫であるタウファアハウ（Taufa'ahau）により、ポリネシア人の王国として1845年に統一された。彼は、首長の称号の Tu'i Kanokupolu（トゥイ・カノクポル）を持っていたが、伝統的な信仰を捨て、「ジョージ王（King George）」との洗礼名でプロテスタントの洗礼を受け、キリスト教へ改宗した。一方で、トンガでは島にポリネシア人が入植した遥か昔から連綿と続いてきた神聖王（トゥイ・トンガ）の家系が伝統的な権威として存続していた。その末裔であるラウフィリトンガ （Laufilitonga）は39代目のトゥイ・トンガであり、最後のトゥイ・トンガであった。ラフィリトンガはカトリックへ改宗し、カトリック勢力から銃器の供給を受け、最初はジョージ王に対して優勢に戦いを進めた。しかし、ジョージ王はプロテスタント勢力（メソジスト）からラフィリトンガを遥かに上回る量の銃器を入手し、血みどろの戦闘の末にラウフィリトンガを破った。この結果、有名無実と化していた神聖王（トゥイ・トンガ）は滅亡し、ジョージ王（トゥポア1世）として新王朝を開いた。こうして、トンガの聖俗二重王権構造（神聖王としてのトゥイ・トンガ王朝と首長として実権を握るトゥイ・カノクポル王朝）の構造は終焉を迎えた。
1875年に、使節のシャーリー・ベーカー（Shirley Baker）の助けで、ベーカーは法典を整備しトンガを立憲君主国として宣言した。その時にはベーカーは奴隷を解放し、また法典、土地保有、出版の自由を大事なものとして扱い、そして首長（国王）の権力を制限した。1900年にトンガは、友好条約の下でイギリスの保護領となった。その時、ヨーロッパ人の植民者とライバルのトンガの首長は2代目の王を追放しようとしていた。友好条約と保護領の地位は、3代目の君主のサローテ・トゥポウ3世（サローテ女王）が亡くなる前に結ばれた条約の下で、1970年に終わりを迎えた。トンガは1970年にイギリス連邦（英連邦）に参加し、1999年には国際連合に加盟した。植民地化の力にさらされたにもかかわらず、トンガは決して現地人による統治を失うことが無かった。このことは、多くが欧米諸国や日本の領土にされた歴史を持つ南太平洋の島嶼国家では珍しいことであり、トンガ国民の誇りとなっている。

### 近年の動き
- 1984年：外貨獲得のためトンガのパスポート販売を合法化する国籍法が承認（88年に違憲判決）。以後、政府関係者が売買利益で私腹を肥やしていると批判が高まる。
- 1985年：所得税率均一化と消費税導入案を政府が発表、同時期に政府に批判的なアキリシ・ポヒヴァ大学講師解雇事件が重なり、アキリシが新聞を創刊して民主化運動の嚆矢となる。
- 1991年：日本の無償資金協力によって建設中だったファアモツ国際空港のターミナルビルが完成[11]。同年、ファタフェヒ・トゥイペレハケ（英語版）王子（タウファアハウ・トゥポウ4世の弟）が首相辞任（1965年就任）。前年の総選挙で当選したアキリシ・ポヒヴァ（英語版）らの民主派が1984年国籍法の改正を図るも否決、反発した民主派議員の呼びかけで大規模デモ発生。
- 1998年11月2日：中華人民共和国との国交を樹立[3]。これに伴い、中華民国（台湾）との外交関係は終了[3]。
- 1999年9月14日：国際連合に加盟。
- 2001年1月：ウルカララ王子が首相に就任。
- 2002年2月：政権に批判的な新聞への強権を行使するトンガ政府へ、ニュージーランドが警告を発する。
- 2003年：政府と議会は反政府的な新聞の排除を企図して新聞条例を可決。首都ヌクアロファで大規模デモ。これを憂慮したニュージーランドが開発援助の見直しを示唆するも新聞条例は施行される。
- 2004年5月：国営航空会社ロイヤル・トンガ・エアラインが倒産。観光業に打撃を受けて経済不況に突入。また国内線立て直しで、ツポウトア皇太子の経営する航空会社へ独占的に運行権を認めるかどうかでウルカララ内閣は対立。解任されたエドワーズ副首相代行（元警察大臣）ら3名が民主派へ合流した。
- 2005年
  - 1月：皇太子経営の電力会社の料金値上げに対し、値下げと国王退位を求めるデモが起こる。国王批判までに民主化運動がエスカレートする。
  - 7月：公務員によるストライキが発生。以後デモや放火事件、ストライキが散発的に発生。
  - 10月：民主化運動に対し、議会はツポウトア皇太子のいとこであるトゥイペレハケ王子を委員長として政治改革国民委員会を創設。政府による政治改革プラン策定に動く。
- 2006年
  - 2月：首相のウルカララ王子（タウファアハウ・トゥポウ4世の三男）が辞任。国王後継を争う第1王子ツポウトア皇太子の圧力があったとされる。後任は初の改革派民選首相となるフェレティ・セベレ。
  - 7月5日夜：アメリカ合衆国カリフォルニア州の高速道路で、18歳の少女が運転する車が暴走し、同国のトンガ人コミュニティに向かっていたトゥイペレハケ王子夫妻と王室関係者が乗る車に激突。暴走車を運転していた少女は無事だったが、トゥイペレハケ王子 (en)、カイマナ妃、運転手、ほか同乗の2名の王室関係者が死亡。王子は王族出身ながら民主化促進の立場をとったため、民主化運動による国内対立を仲介を期待できる唯一の人物とみられていた[12]。
  - 9月：タウファアハウ・トゥポウ4世が89歳で死去。第1王子のツポウトア皇太子が王位を継承（ジョージ・トゥポウ5世）。
  - 11月16日：改革案が閣議で可決されるもデモ隊の一部が暴徒と化し暴動に発展し、7名が死亡（ヌクアロファ事件）。
  - 11月17日：ジョージ・トゥポウ5世が戒厳令を発令。鎮圧の為にオーストラリアとニュージーランドに軍の派遣を要請する。
- 2007年
  - 1月：ヌクアロファ事件の扇動罪でポヒヴァやエドワーズを含む5名の民選議員が逮捕、起訴される。
- 4月：戒厳令一部解除、首都では継続される。
- 2008年8月：動乱により延期されていたジョージ・トゥポウ5世の戴冠式を挙行。
- 2009年5月：ヌクアロファ事件の扇動罪で起訴されていた民選議員が無罪となる（エドワーズ議員のみ裁判が延期され2010年取下げ）。
- 2010年12月：民選派は政府に融和的になったポヒヴァへの反発で結束が緩み、トゥイヴァカノ貴族議員が国会で選出された初めての首相に就任[3]。
- 2012年3月：ジョージ・トゥポウ5世死去。トゥポウトア・ラバカ王太子（前述の元首相ウルカララ王子）がトゥポウ6世として即位。
- 2014年11月：アキリシ・ポヒヴァが首相に就任[3]。
- 2015年7月4日：トゥポウ6世の戴冠式を挙行。
- 2022年1月15日：フンガ･トンガ-フンガ･ハアパイで大規模な噴火が発生（2022年のフンガ・トンガ噴火）。首都のヌクアロファなどで最大15mの潮位変化が発生した[13]。国内では通信が遮断された他、降灰による水の汚染が発生した[14]。その後3日後より犠牲者を確認している[15][16]。
- 2023年
  - 5月18日：世界銀行から、他の五つの太平洋島嶼国とともに、過剰債務のリスクが高いとの認識が示された。2019年以降、新型コロナ禍対策や災害などで政府支出を拡大したことなどが背景[17]。

## 政治

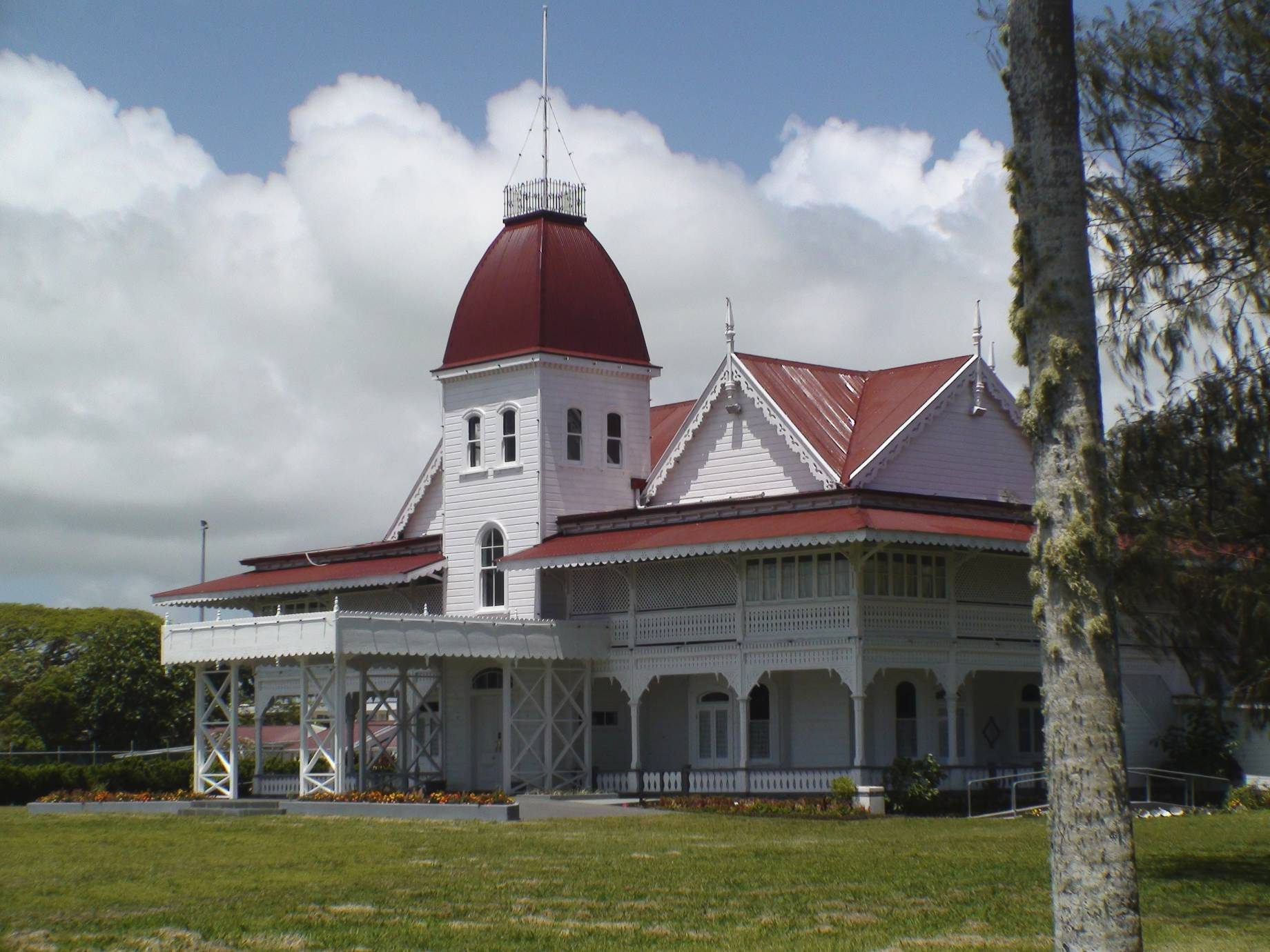
王宮

元首は国王。立憲君主制で一院制の立法議会（閣僚および貴族議員9名、民選議員17名により構成）があるが、国王に多くの権限がある。
国民は王族、貴族、平民の3つの身分からなる。身分の変更は基本的に認められない。1980年にファタフェヒ・アライヴァハママオ・トゥクアホ王子が平民の娘と結婚したために王族の称号を剥奪され、平民になった事例以外、公式な記録がない。身分制度が存在するが、全ての法律は全ての身分に平等に適用されることが憲法に明記されている。憲法が制定されたのは1875年で、日本の大日本帝国憲法（1889年）よりも早い。現在の憲法もこの当時の改定憲法である。

### 国王の一覧

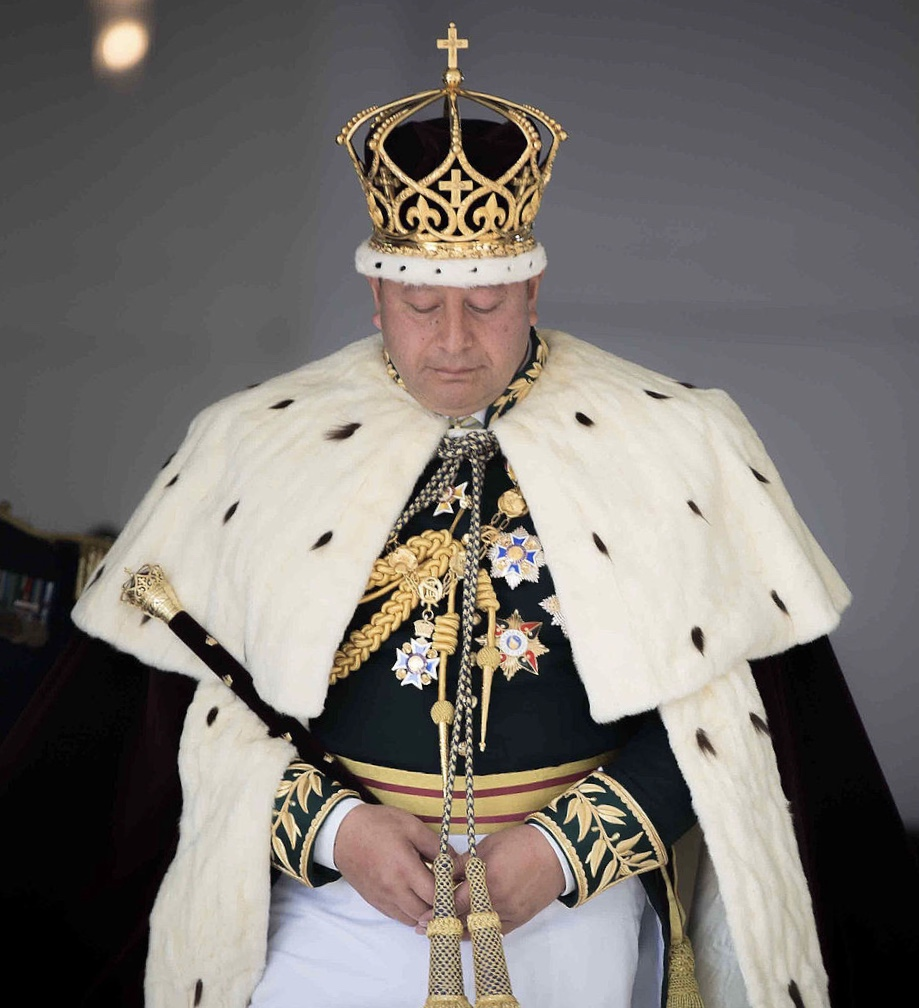
国王・トゥポウ6世の戴冠式（2015年7月4日）

ツイ・カノクポル王朝の系譜が続いている。
1. ジョージ・トゥポウ1世（英語版）（1875年 - 1893年）
2. ジョージ・トゥポウ2世（英語版）（1893年 - 1918年）
3. サローテ・トゥポウ3世（1918年 - 1965年、女王）
4. タウファアハウ・トゥポウ4世（1965年 - 2006年）：サローテ・トゥポウ3世女王の長男。
5. ジョージ・トゥポウ5世（2006年 - 2012年）：トゥポウ4世の長男。
6. トゥポウ6世（2012年 - 在位中）：トゥポウ4世の三男。

## 国際関係
イギリスのほか、同じく南太平洋にある英連邦加盟国でオーストラリア、ニュージーランドとのつながりが深い。第一次世界大戦、第二次世界大戦でともに参戦し、後者のうち太平洋戦争では両国（ANZAC）やアメリカ軍に協力して日本軍とのガダルカナルの戦いに派兵した。
中国が南太平洋への進出を強めており、これに対抗する狙いもあって、アメリカ合衆国は2023年5月9日、トンガに大使館を開設した。
太平洋諸島フォーラムに加盟するなど、中部・南太平洋の他の島嶼国との協力も重視している。

### 対日関係
- 在トンガ日本国大使館
- 駐日トンガ大使館

## 軍事

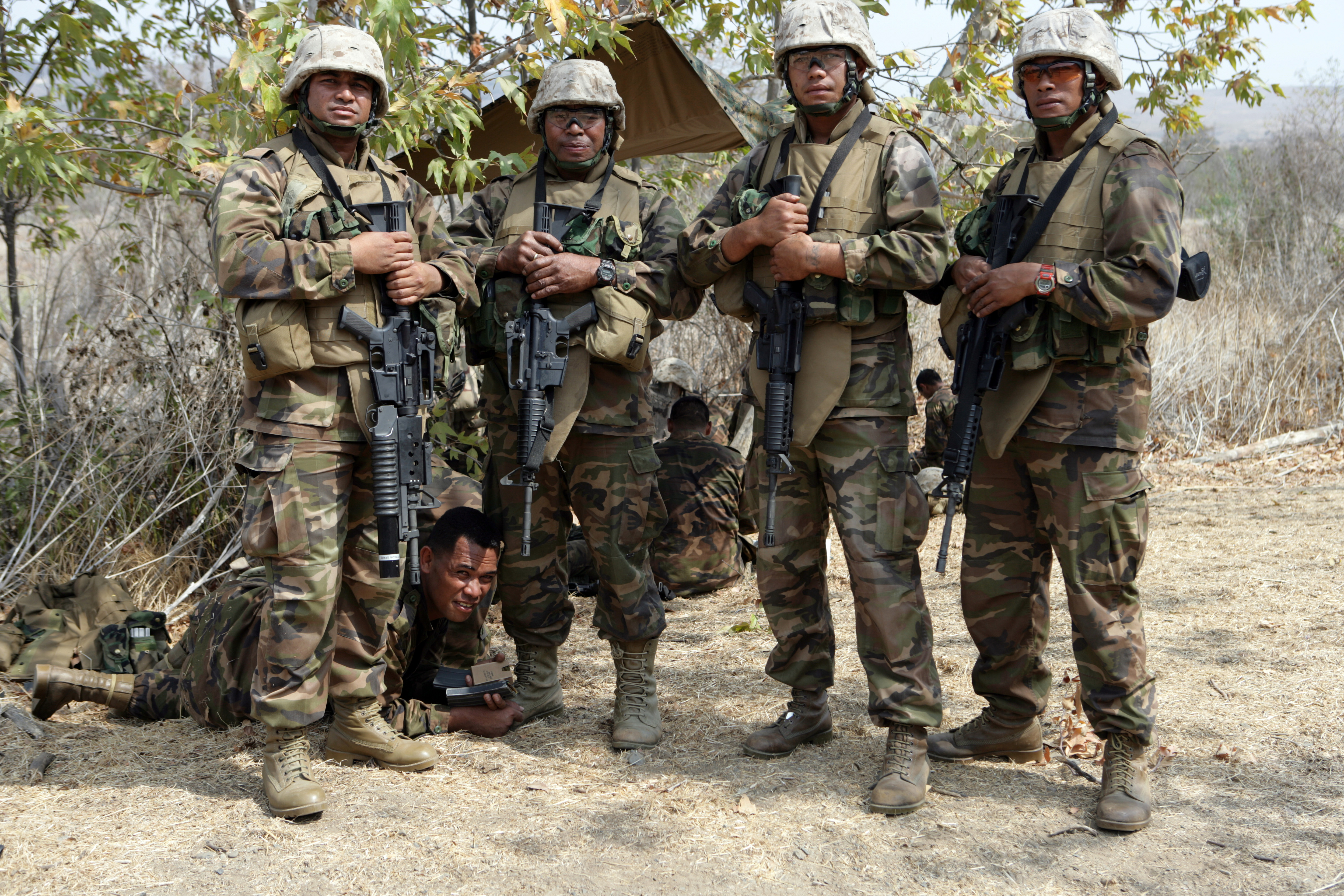
トンガ防衛局（現・トンガ王国軍）の海軍（海兵隊）兵士

- 主に治安維持や海難救助を主任務とした常設の国防軍を保有する。
- 徴兵制はなく、志願制[4]。
- 国防費は国家予算の4.5 %である。

- 兵力
  - 陸軍歩兵部隊：108人
  - 王室近衛部隊：50人
  - 海軍：50人
  - 警察隊：310人
  - 合計518人
- 2004年6月からアメリカ軍の後方支援のため、44名の兵士をイラクに派遣している[3]。
- 2006年11月の暴動で6人が戦死。兵力不足で治安が維持できなくなり、ニュージーランド軍とオーストラリア軍に派兵を依頼し、暴動を鎮圧した。両国軍は2006年の年末には帰国した。
- 2011年、イギリスの後方支援のためにアフガニスタンに55名を派遣[3]。

## 地方行政区分

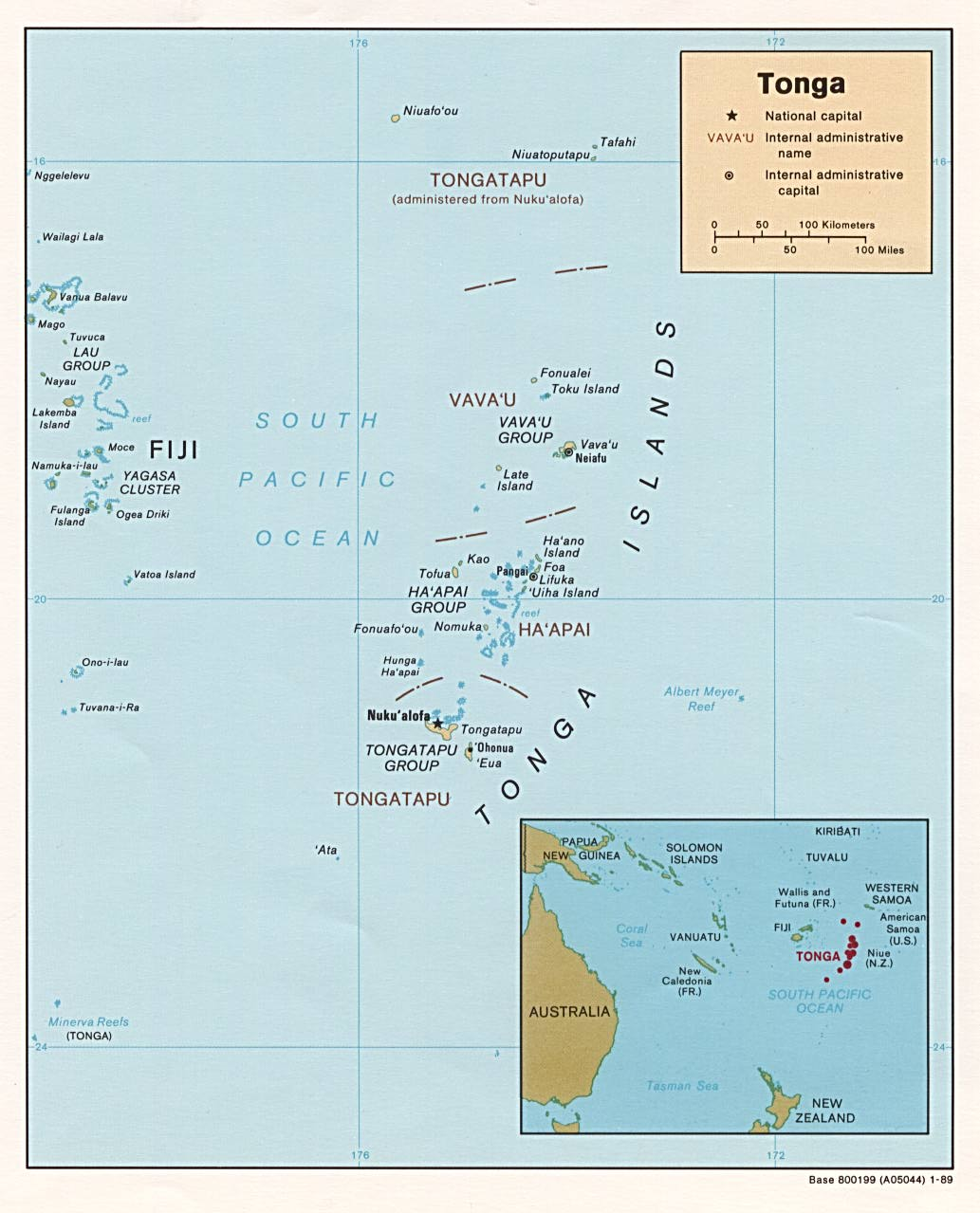
トンガの国土 トンガを構成する172の島は南北600kmにわたって広がる

トンガの地方行政区分は北からニウアス（Ongo Niua）、ヴァヴァウ（Vava'u）、ハアパイ（Ha'apai）、トンガタプ（Tongatapu）、エウア（'Eua）の5つに分かれる。

## 地理
トンガは4つの群島、172の島からなり、うち45島が有人である。島々は南北600 km、東西200 kmの幅に広がる。東西の幅が狭いのは、すぐ東にトンガ海溝が南北に伸びているためである。トンガ海溝はインド・オーストラリアプレートに南太平洋プレートが東側から潜り込むために形成されている。このため、トンガは基本的には火山群島である。西側の島の方が新しく、東側の島は火山島が沈下したことによるサンゴ礁から形成されている。また標準時としてUTC+13（日本標準時より4時間早い。）を採用しているため、日付変更線をはさんで東隣にあるニウエなどとは同じ時刻を示すものの、トンガの日付は1日早くなる。世界で最も早い時間帯を採用しているのはトンガではなく、キリバスのライン諸島（UTC+14）である。

### 気候
トンガ全域がケッペンの気候区分でいう熱帯雨林気候（Af）に属する。気候は海洋性であり、気温の年較差よりも日較差の方が大きい。5月から11月にかけては南東貿易風の影響下にあるため、涼しくなる。首都ヌクアロファ（南緯21度9分、東経175度14分）の1月の平均気温は25.8度、7月は21.3度、年間降水量は1643 mmである。気温は島によってあまり変化がないが、降水量はヴァヴァウ島の2790 mmまで幅がある。

### 主な島

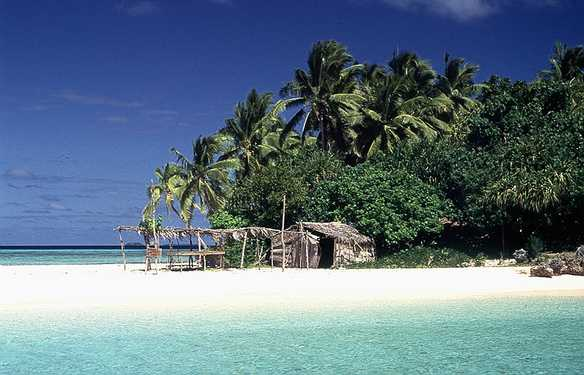
ヴァヴァウ諸島

- トンガタプ島：首都ヌクアロファが置かれた最大の島。トンガの国土の約1/2を占める。
- エウア島：トンガタプ島の南東10 kmに位置する島
- ハアパイ諸島：トンガタプ島の北東150 kmに広がる群島
- ヴァヴァウ諸島：トンガタプ島の北東400 kmに広がる群島
- ニウアトプタプ島：トンガタプ島の北北東600 kmに位置する島
- ニウアフォオウ島：ニウアトプタプ島の西に位置する環礁
- タファフィ島（英語版）：ニウアトプタプ島に隣接する小島で、トンガ最北の島
- フンガ・トンガ＝フンガ・ハアパイ島：首都ヌクアロファの港から65 km北に位置する 面積2.85 km2の島だったが、2022年海底火山の爆発により、わずかを残し消滅した[21]。

## 交通
国内の島嶼間の交通は、フェリーなどの船舶が主である。なお、ヌクアロファ郊外にあるファアモツ国際空港とヴァヴァウ国際空港に、トンガ航空やヴァージン・オーストラリア、エア・パシフィック航空 などの国内外の多くの航空会社が就航している。自動車の通行区分は日本や宗主国のイギリスなどと同じ左側通行である。

## 経済

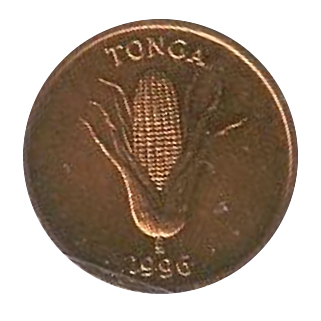
トンガの通貨パアンガ（Paʻanga）の硬貨

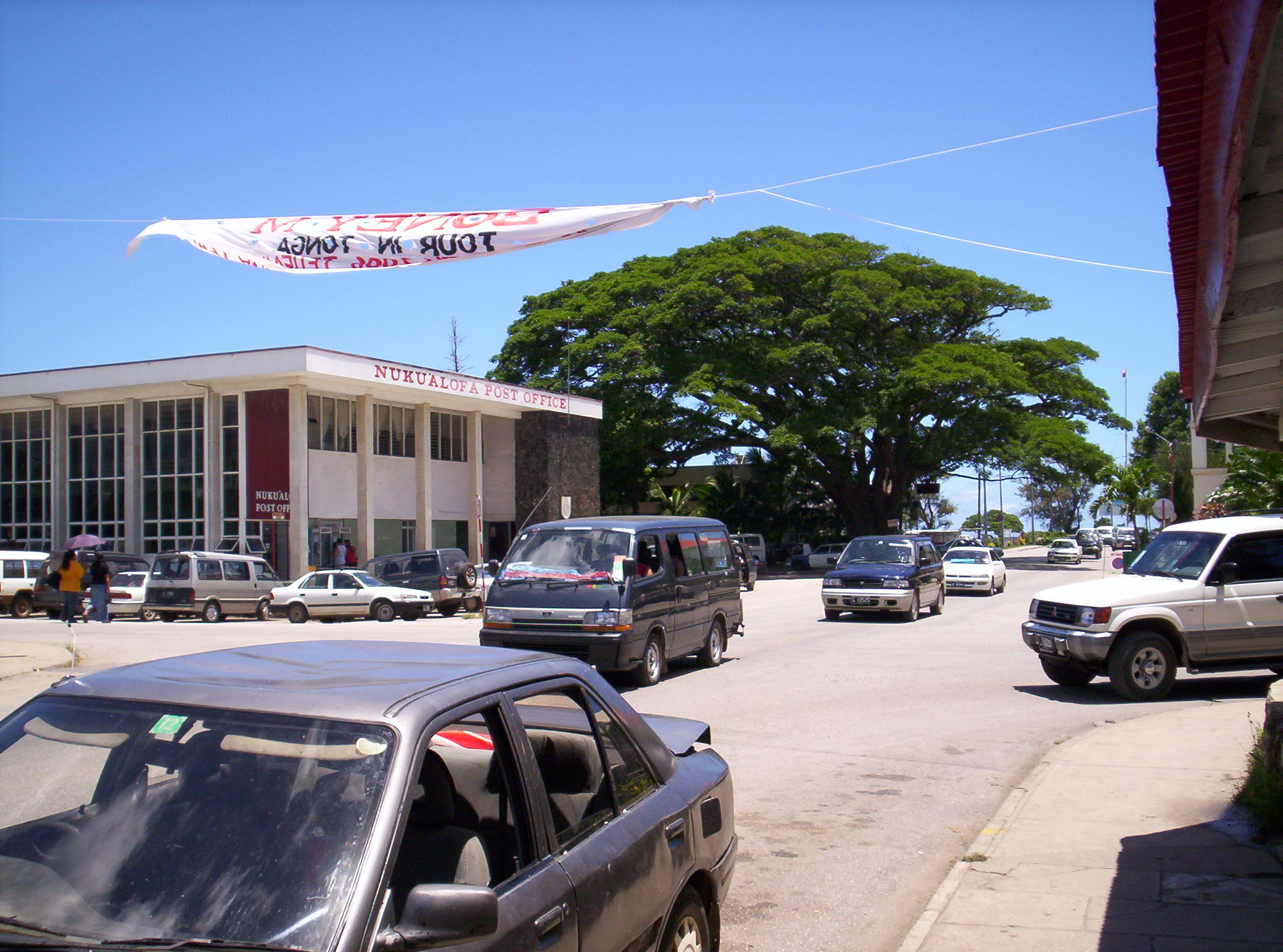
首都ヌクアロファの町並み

トンガの産業は農業、漁業と観光で、経済は出稼ぎ労働者の送金や国外からの援助に頼る部分も大きい。農業の主要作物はカボチャ、コプラとバナナ。国内市場が小さく、貿易に依存する。輸出品はカボチャが93 %を占めるほか、香辛料やマグロ。輸入品はトラック、乗用車、内燃機関などである。
アジア開発銀行によると、2021年の輸出入は輸出額4億7300万ドル、輸入額は1億3000万ドルであり、貿易赤字も大きい。日本に対してはかつては大幅な貿易黒字（2002年時点で対日輸出14億6千万円に対して対日輸入2億1500万円）であったが、2021年時点は対日貿易も大幅な赤字となっている。
中央銀行はトンガ国立準備銀行である。

### カボチャ
トンガでは元来、カボチャを食べる習慣はなかったが、気候がカボチャ栽培に適している上に、冬至にカボチャを食べる習慣などで日本でカボチャ需要の多い12月に収穫シーズンとなるため、1980年代後半に日本の商社がカボチャ栽培を持ち込んだ。現在ではカボチャはトンガ経済の柱となっており、対日輸出のほとんどをカボチャが占め、近年では韓国、中国、ニュージーランドなどへも輸出されている。一方でカボチャ栽培が成功しすぎたためモノカルチャー経済化が懸念されており、トンガ政府は新しい輸出作物の開発を進めている。

### 情報・通信
トンガの主要放送局は、OBNとTBCがあり、TBCはテレビチャンネルのテレビジョン・トンガも放送している。インターネットにおいてはTonga Network Information Centerというプロバイダが主流である。新聞は、売店などでの販売が主流となっている。

## 国民

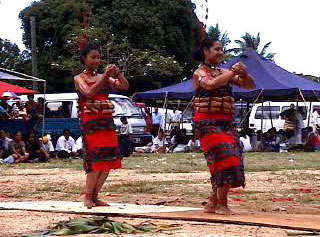
ダンスを踊るトンガ女性

住民は長身でがっしりした体格のポリネシア人が98 %であり、また少数のミクロネシア人もいる。
公用語はトンガ語と英語である。日常生活ではトンガ語が使われるが、英語も広く通用する。
宗教はキリスト教がほとんどである。

## 文化
トンガの人々は全体的に大柄で、トゥポウ4世は1976年のギネスブックで「世界で最も重い国王（209.5 kg）」として登録されていた。トンガの女性の平均身長は170 cmで、婦人靴の最小サイズは26 cm。男性の平均身長は177 cmで、足のサイズが30 cm以上ある人も少なくない。肥満率も、70 %前後と非常に高い。

### 祝祭日
| 日付 現地語表記             | 日本語表記                              | 現地語表記 （英語・トンガ語）                                           | 備考                  |
| --------------------------- | --------------------------------------- | ----------------------------------------------------------------------- | --------------------- |
| 1月1日 ʻAho 1 ʻo Sanuali    | 元日                                    | New Year's Day ʻUluaki ʻAho ʻo e Taʻu Foʻou                             |                       |
| イースター前の金曜日        | 聖金曜日                                | Good Friday Falaite Lelei                                               | 4月になることが多い。 |
| イースターの次の日          | イースター・マンデー                    | Easter Monday Monite Toetuʻu                                            | 4月になることが多い。 |
| 4月25日 ʻAho 25 ʻo ʻEpeleli | ANZACの日                               | ANZAC Day ʻAho Fakamanatu ʻo ʻe ANZAC                                   |                       |
| 5月4日 ʻAho 4 ʻo Me         | 皇太子トゥポウトアの誕生日              | HRH Crown Prince Tupoutoʻa's birthday ʻAho ʻAloʻi ʻo e Pilinisi Kalauni |                       |
| 6月4日 ʻAho 4 ʻo Sune       | 解放記念日                              | Emancipation Day ʻAho Fakamanatu e Tauʻataina                           |                       |
| 7月4日 ʻAho 4 ʻo Siulai     | 国王タウファアハウ・トゥポウ4世の誕生日 | HM King Taufaʻahau Tupou IV's birthday ʻAho ʻAloʻi ʻo ʻEne ʻAfio        |                       |
| 11月4日 ʻAho 4 ʻo Novema    | 憲法記念日                              | Constitution Day ʻAho ʻo e Konisitutone                                 |                       |
| 12月4日 ʻAho 4 ʻo Tisema    | 国王シアオシ・トゥポウ1世の記念日       | King Siaosi Tupou I Commemoration Day ʻAho Fakamanatu ʻo Tupou I        |                       |
| 12月25日 ʻAho 25 ʻo Tisema  | クリスマス                              | Christmas ʻAho Kilisimasi                                               |                       |
| 12月26日 ʻAho 26 ʻo Tisema  | ボクシング・デー                        | Boxing Day ʻAho hoko ʻi he ʻaho Kilisimasi                              |                       |

### スポーツ
トンガは国土が南太平洋の熱帯地域に位置することから、雪が降らない上に氷点下になることもないが、夏季オリンピックだけでなく冬季オリンピックの出場経験もある。中でもピタ・タウファトファはトンガ代表として唯一、夏冬両方のオリンピック出場を果たしている。
日本の大相撲では南乃島などのトンガ出身の力士が存在する。他方で、キング・ハクやシオネ・ヴァイラヒなど大相撲からプロレスに転向して成功を収めた者もいる。さらにラグビー出身のバッドラック・ファレや、キング・ハクの養子でもあるタマ・トンガと言ったレスラーも輩出している。
ラグビー
トンガはラグビーが盛んな事で有名である。ラグビートンガ代表はラグビーワールドカップには9大会中8回出場しているが、ベスト8進出経験は未だにない。日本で有名なトンガ出身選手には、ワールドカップの第1回大会（1987年）から第3回大会（1995年）までラグビー日本代表となったラトゥウィリアム志南利や、中島イシレリ、ヴァルアサエリ愛、ヘルウヴェ、アマナキ・レレィ・マフィ、アタアタ・モエアキオラ、ヴィリアミ・アフ・カイポウリなどが存在する。
サッカー
サッカーはラグビーの次に人気のスポーツとなっており、1969年にサッカーリーグのトンガ・メジャーリーグが創設されている。トンガサッカー協会によって構成されるサッカートンガ代表は、FIFAワールドカップやOFCネイションズカップには未出場である。パシフィックゲームズには5度出場しているが、いずれもグループリーグ敗退に終わっている。